# Javier Ollo
Javier «Javi» Ollo Martínez (Alsasua, 4 de junio de 1991) es un abogado y político español que milita en la coalición electoral Geroa Bai de ámbito navarro. Es burukide del Napar Buru Batzar del Partido Nacionalista Vasco en Navarra y alcalde de Alsasua desde las elecciones de 2015, habiendo revalidado el cargo tras las de 2019 y las de 2023. Además, desde el 11 de noviembre de 2024 es parlamentario foral como sustituto de María Solana.

## Biografía
Javier Ollo Martínez nació el 4 de junio de 1990 en la localidad navarra de Alsasua (España). Realizó sus estudios primarios, secundarios y de bachillerato en la localidad, los dos últimos en el IES Altsasu. En 2009 comenzaría estudios de Derecho en la Universidad Pública de Navarra situada en Pamplona, capital de la Comunidad Foral. Egresaría en 2013 obteniendo el Premio Extraordinario de Fin de Carrera. En el siguiente curso académico realizaría la maestría de Ingreso de Abogacía, realizando las prácticas en ARPA Abogados Consultores.

### Carrera política
Desde 2011 se hizo miembro del Partido Nacionalista Vasco en Navarra, en aquellos momentos parte de la coalición Nafarroa Bai, de la que Ollo atendió a varias asambleas locales. Poco después en el mismo año Nafarroa Bai se disolvió para dar paso al nuevo acuerdo de coalición que formó Geroa Bai, del que Ollo también fue parte.
Para las elecciones municipales de España de 2015, Geroa Bai nombró a Javi Ollo cabeza de lista para Alsasua. Tras los comicios, Geroa Bai fue la lista más votada, obteniendo 5 de los 13 concejales en un pleno muy multilateral: 5 concejales de Geroa Bai, 3 de EH Bildu, 2 del PSN-PSOE, 2 de GA y 1 de UPN. Ollo fue elegido alcalde con los votos a su favor de su propia formación y el voto en blanco de EH Bildu, GA y UPN.
En las elecciones municipales de 2019 en Navarra, Javier Ollo encabezó la lista de Geroa Bai buscando su reelección como alcalde tras una legislatura con sucesos tan sonados como el Caso Alsasua. Tras los comicios, Geroa Bai consiguió una mayoría absoluta con 10 de los 13 concejales elegibles, teniendo EH Bildu los tres restantes. Ollo fue nombrado alcalde para un segundo mandato.
En septiembre de 2019 se presentó una nueva edición de No me avergoncé del Evangelio (desde mi parroquia) el único libro de Marino Ayerra donde narra la represión vivida desde su parroquia de Alsasua. El libro, ya reeditado previamente en 2002 con el título ¡Malditos seáis! No me avergoncé del evangelio, fue presentado con el título No me avergoncé del Evangelio por la editorial Txalaparta con prólogo de Javier Ollo después de que el consistorio de Alsasua subvencionase con 7000 euros la edición.
Para las elecciones municipales de 2023 en Navarra, Javier Ollo repitió por tercera vez como candidato de Geroa Bai al ayuntamiento alsasuarra. En los comicios, Geroa Bai pudo mantener 9 concejales y por tanto la mayoría absoluta, eligiendo a Ollo para su tercer mandato consecutivo como alcalde de Alsasua.
En noviembre de 2024, ante la renuncia de María Roncesvalles Solana Arana como parlamentaria foral de Geroa Bai tras ser nombrada para el Consejo de Administración de RTVE, Javier Ollo fue nomrbado parlamentario foral en su sustitución, tomando posesión del escaño el 11 de noviembre de 2024.
En la IX Asamblea General del Partido Nacionalista Vasco el 30 de marzo de 2025, Javier Ollo fue nombrado burukide (término en euskera traducible como «dirigente») del Napar Buru Batzar, convirtiéndose en el primer navarro elegido libremente para la ejecutiva del PNV.